# هنري وير ألين
هنري وير ألين (بالإنجليزية: Henry Ware Eliot) هو كيميائي أمريكي، ولد في 25 نوفمبر 1843، وتوفي في 7 يناير 1919.